# Bednoe
Bednoe ist ein Ort auf der Insel Quatre, die dem Staat St. Vincent und die Grenadinen angehört. Er liegt an der Südküste der Insel.